# Флувия
Флувия (кат. Fluvià, исп. Fluviá, от лат. fluvius «река», «поток») — река в Каталонии на северо-востоке Испании. Длина реки составляет 97,2 км, а площадь водосборного бассейна — около 1124 км².
Река берёт своё начало в горах Фальгарс-д’эн-Бас и течёт на север сквозь Олот, после чего поворачивает на восток и впадает в Средиземное море в муниципалитете Сан-Педро-Пескадор. Все основные притоки впадают во Флувию с левой стороны, среди них — Сер и Льерка.
Входит в проект Natura 2000 как экологический коридор между Garrotxa Volcanic Zone Natural Park и Park of Aiguamolls.

## Достопримечательности
Через реку в XI—XII веках построен каменный оборонительный мост Бесалу, ведущий в одноимённый город.

## Историческое значение
В 1795 году произошло сражение на Флувии: французская армия Восточных Пиренеев под командованием генерала Шерера разбила испанские войска.